# Exechiopsis pulchella
Exechiopsis pulchella är en tvåvingeart som först beskrevs av Johannes Winnertz 1863.  Exechiopsis pulchella ingår i släktet Exechiopsis och familjen svampmyggor. Arten är reproducerande i Sverige. Inga underarter finns listade i Catalogue of Life.